# Církvice (powiat Kutná Hora)
Církvice – gmina w Czechach, w powiecie Kutná Hora, w kraju środkowoczeskim.
1 stycznia 2017 gminę zamieszkiwało 1257 osób, a ich średni wiek wynosił 40,1 roku.